# Angol
Angol (del mapudungun: angol ‘‘subida a gatas‘’) es una ciudad y comuna de la zona sur de Chile, capital de la provincia de Malleco, y comuna con más habitantes dentro de esta, la que a su vez forma parte de la Región de La Araucanía. En ella se encuentran los máximos poderes administrativos de la provincia.
Su principal acceso está en Huequén (localidad de entrada). Ubicada al pie de la cordillera de Nahuelbuta, es atravesada por el río Vergara, que a su vez es atravesado por los puentes Vergara I y Vergara II: dichos puentes son la única unión a la zona céntrica de la comuna.
Se ubica 569 kilómetros al sur de Santiago, capital del país, 148 kilómetros al sureste de Concepción, capital de la Región del Biobío, y 142 kilómetros al norte de Temuco, capital de la Región de La Araucanía.

## Historia

### Los Confines de Angol

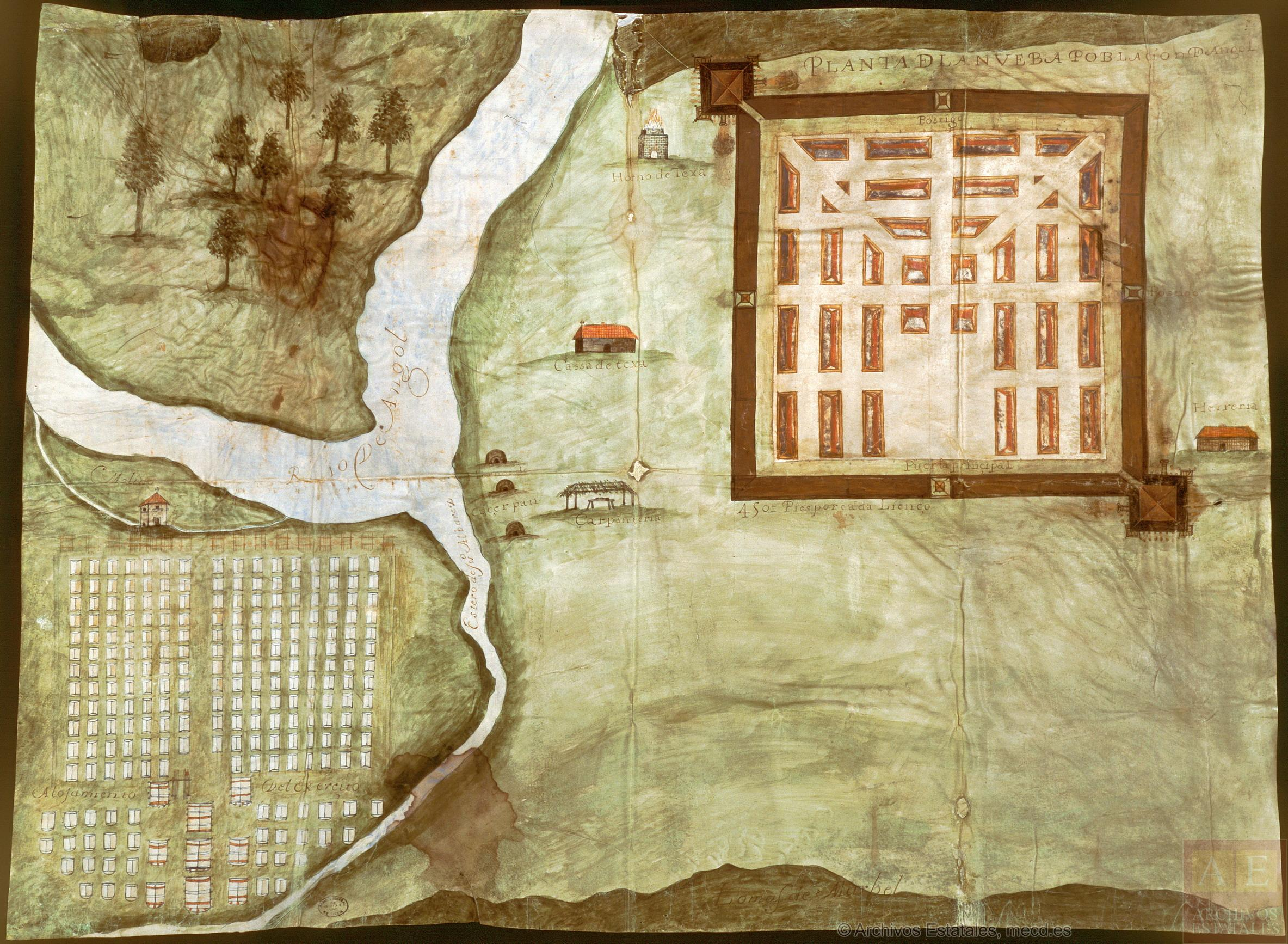
En una carta del Gobernador Don Francisco Lasso de La Vega (30 de marzo de 1637), se envía este mapa con el título "Planta de la nueva Población de Angol" correspondiente a la cuarta fundación, ubicada en Liucura; el "estero de Juan Álvarez" corresponde al estero Liucura, y el "Río de Angol" es el actual río Bureo; coordenadas exactas para superponer el mapa: -37.645533, -72.313350

El 24 de octubre de 1553 el conquistador Pedro de Valdivia fundó la ciudad de Los Confines de Angol, esto debido a que nadie lo pudo sobrepasar. En el año 1560, la ciudad fue refundada y trasladada al norte por el gobernador García Hurtado de Mendoza con el nombre de San Andrés de Los Infantes, pero fue atacada y destruida en el año 1600 por los araucanos. En el año 1610 fue trasladada un poco más al sur con el nombre de San Luis de Angol, pero no prosperó. En el año 1637 el gobernador Francisco Laso de la Vega, la refundó con el nombre de San Francisco de La Vega de Angol, en Liucura (Mulchén) pero en el año 1641, fue abandonada definitivamente como parte de los acuerdos logrados en el Parlamento de Quilín.

### Fundación
La actual ciudad de Angol, fue fundada el 7 de diciembre de 1862, perteneciente a la antigua provincia de Arauco.
En 1869, se crea el departamento de Angol, a partir de la 7.ª subdelegación del departamento de Nacimiento. En 1875, la antigua provincia de Arauco, se divide en tres: la nueva provincia de Arauco, la provincia de Biobío y el Territorio de Colonización de Angol.
En 1887, se forman la provincia de Malleco y la provincia de Cautín, a partir del Departamento de Imperial de la nueva provincia de Arauco y el Territorio de Angol. Angol pasa a ser capital de la provincia de Malleco.
En 1891, con la ley de Comuna Autónoma y el Decreto de Creación de Municipalidades, en el Departamento de Angol, se crea la Municipalidad de Los Sauces, que administra las subdelegaciones 7.ª, 8.ª y 9.ª del Departamento de Angol. La Municipalidad de Angol, administra las subdelegaciones 1.ª, 2.ª, 3.ª, 4.ª, 5.ª y 6.ª del departamento.
En 1928, debido a los DFL 8582 y 8583 del 30 de diciembre de 1927, la provincia de Malleco se divide entre las provincias de Biobío y Cautín. Así, el nuevo Departamento de Angol pasa a integrar la nueva provincia de Biobío, con capital en Los Ángeles. Posteriormente, se crea de nuevo la provincia de Malleco, con capital Angol.
En el año 1949 un sismo denominado Terremoto de Angol fue registrado el 19 de abril de ese año a las 00:48 horas (hora local). Tuvo una magnitud de 7,3 grados en la escala de Richter y X grados en la escala de Mercalli. Fue apreciado entre Curicó y Osorno, las mayores ciudades afectadas fueron Angol, Temuco y Los Ángeles. Murieron 35 personas, hubo 155 heridos y 2.065 damnificados.
En la década de 1970, se regionaliza el país, se suprimen los departamentos, y las provincias de Malleco y Cautín conforman la Región de la Araucanía, con capital regional y de la provincia de Cautín, Temuco y como capital de la provincia de Malleco, Angol.

### Terremoto de 2010

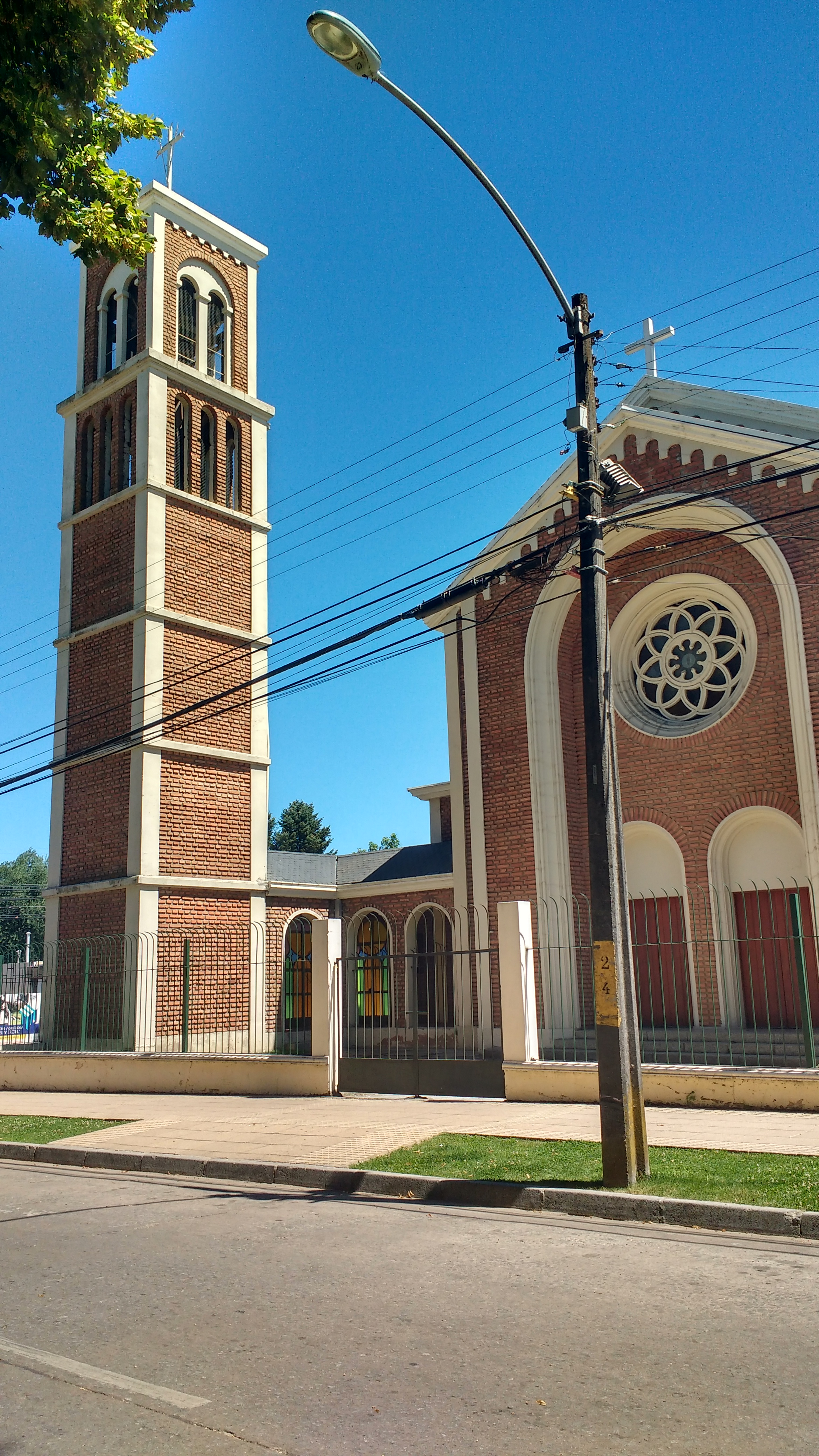
Iglesia Inmaculada Concepción de la comuna de Angol.

El 27 de febrero de 2010 un fuerte sismo ocurrido a las 03:34:17 hora local (UTC-3), que alcanzó una magnitud de 8,3 MW de acuerdo al Servicio Sismológico de Chile y de 8,8 MW según el Servicio Geológico de Estados Unidos con un posterior Tsunami que afectó a gran parte del país. Angol fue la comuna más afectada de la Región de la Araucanía, el sismo tuvo una intensidad 8.5 MW en Angol, ya que la mayoría de sus locales comerciales, como también el hospital de la ciudad, fueron totalmente destrozados al igual que el puente principal de Angol, que se levantó unos centímetros producto del terremoto y más de 600 viviendas resultaron dañadas, 400 de las cuales recibieron orden de demolición. La Iglesia Inmaculada Concepción, ubicada frente a la Plaza de Armas, sufrió daños estructurales al igual que otros edificios patrimoniales de la comuna, pero se han realizado esfuerzos para su restauración.
La población se mantuvo sin agua y luz por dos días, abasteciéndose solo con agua de ríos y pozos para la comida y otras necesidades, los pacientes del hospital fueron trasladados al recientemente inaugurado Cesfam Piedra del Águila, hospital de campaña entregado por el ejército de EE. UU. y a otras ciudades. Actualmente los jóvenes de Angol se encuentran en el Voluntariado organizado por la OMJ (Oficina Municipal de la Juventud) para entregar comida, ropa, etc. a las personas más afectadas de Angol.

## Medio ambiente

### Geomorfología y componentes abióticos

Trazado simplificado de los ecosistemas y cuerpos de agua presentes en la comuna de Angol.

La comuna de Angol se encuentra emplazada en las unidades geomorfológicas de Llano central con morrenas y conos y Cordillera de la costa; y presenta según la clasificación climática de Köppen clima mediterráneo de lluvia invernal (Csb), clima mediterráneo de lluvia invernal de altura (Csb (h)) y clima mediterráneo frío de lluvia invernal (Csc). Esta además se halla entre las cuencas hidrográficas de Costeras del Río Lebu y Río Paicaví, Río Biobío, Río Carampangue y Río Imperial. Además, la comuna posee diversos cuerpos de agua, entre los que se destacan la Laguna Los Alpes; y Río Coihue o de Las Animas, Río Esperanza, Río Huequén, Río Maitenrehue, Río Malleco, Río Picoiquen, Río Purén, Río Rehue, Río Requen y Río Vergara.

### Componentes bióticos
Dentro del territorio de la comuna se pueden hallar los siguientes ecosistemas:
- Bosque caducifolio mediterráneo donde predominan Nothofagus obliqua y Persea lingue (En peligro crítico)
- Bosque caducifolio mediterráneo interior donde predominan Nothofagus obliqua y Cryptocarya alba (En peligro crítico)
- Bosque caducifolio templado costero donde predominan Nothofagus alpina y Persea lingue (En peligro)
- Bosque mixto mediterráneo-templado costero donde predominan Nothofagus dombeyi y Nothofagus obliqua (En peligro crítico)
- Bosque resinoso templado costero donde predomina Araucaria araucana (Vulnerable)

### Medidas de protección ambiental y conflictos socioambientales
Hasta 2022, la comuna de Angol cuenta con las siguientes zonas que cuentan con algún nivel de protección ambiental:
- AAVC Caramavida (Iniciativa de Conservación Privada)[11]
- AAVC Cipreses Y Lleuques De Rucapillán Y San Antonio (Iniciativa de Conservación Privada)[12]
- Amortiguación Nahuelbuta (Sitios ERB)[13]
- Fundo Pitrufquén (Iniciativa de Conservación Privada)[14]
- Fundo Rucalemu (Iniciativa de Conservación Privada)[15]
- Los Alpes (Iniciativa de Conservación Privada)[16]
- Los Barros (Iniciativa de Conservación Privada)[17]
- Parque Nacional Nahuelbuta (parque nacional)
- Quebrada Caramávida (Sitios Ley 19.300)[18]

## Administración

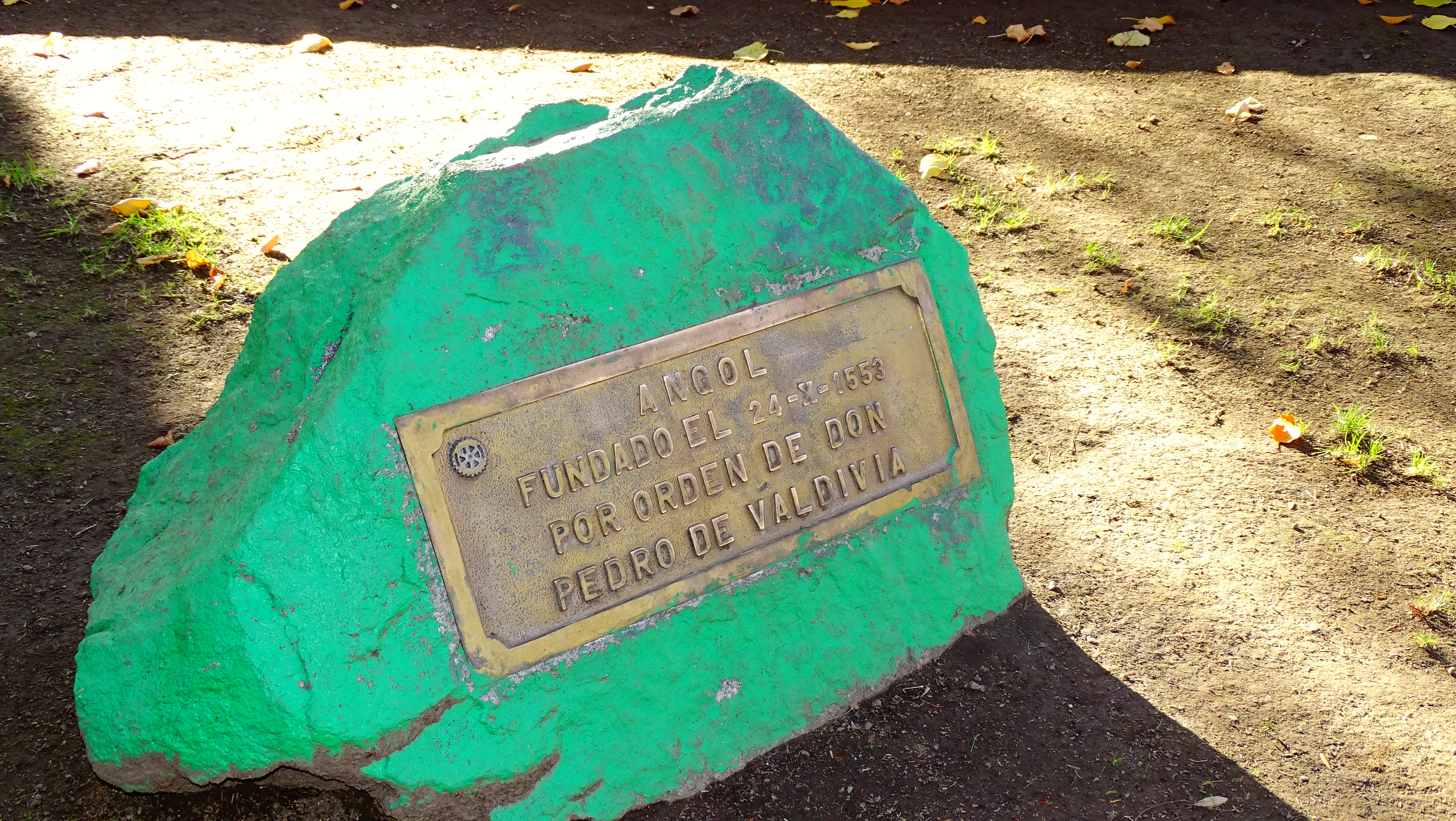
Monolito ubicado en la plaza de Armas de la ciudad de Angol, conmemorando su fundación en 1553.

### Municipalidad
La Municipalidad de Angol para el periodo 2024-2028 es dirigida por el alcalde Enrique Neira Neira (IND - Chile Vamos) y el concejo municipal conformado por los concejales:
- Beatriz Cecilia Sanhueza Araya (Ind-AxCH)
- Mauricio Jiménez Trincado (RN)
- Nemer Silva López (PDC)
- Luis Enrique Chamorro Díaz (Ind-RN)
- Américo Lantaño Muñoz (Ind-UDI)
- Diego Benjamín Alfonso Beltrán Cea (AxCH)

### Representación parlamentaria
Angol forma parte de la circunscripción senatorial XI y del distrito electoral 22. Es representada en la Cámara de Diputados del Congreso Nacional por los siguientes diputados:
- Jorge Rathgeb Schifferli (RN)
- Juan Carlos Beltrán Silva (RN)
- Jorge Saffirio Espinoza (PDC)
- Gloria Naveillán Arriagada (Partido Republicano De Chile)

En el Senado, la representan:
- Felipe Kast Sommerhoff (Evópoli)
- Francisco Huenchumilla Jaramillo (PDC)
- Jaime Quintana Leal (PPD)
- José García Ruminot (RN)
- Carmen Gloria Aravena Acuña (Evópoli)

## Demografía
Según los datos recolectados en el censo de 2017 realizado por el Instituto Nacional de Estadísticas, la comuna posee una superficie de 1194,4 km² y una población de 53.262 habitantes, de los cuales 27.649 eran mujeres y 25.613 hombres. El número de viviendas corresponde a 19.413.
La comuna de Angol acogía al 5,63% de la población total de la región. Un 10,60% (5195 habitantes) correspondía a población rural y un 89,40% (43 801 habitantes) a población urbana, siendo la totalidad de la ciudad de Angol.

## Localidades
Angol se encuentra marcado por la existencia dentro de sí de distintos sectores, teniendo una división macroscópica, como Huequén, sector sureste de la ciudad, y Angol, noroeste de la ciudad. 

### Huequén
En este sector de Angol, existe un centro educacional dependiente de la Ilustre Municipalidad de Angol, y la plaza de Huequén como grandes atractivos. Cercano al sector de Huequen se encuentra el Criadero de Árboles El Vergel.

### Angol
En Angol se encuentra la división administrativa de la ciudad, encontrándose la Municipalidad, Gobernación Provincial de Malleco, junto a otros servicios a nivel provincial.

## Transporte
En relación con el transporte público intercomunal, la comuna posee tres terminales de buses, siendo el Terminal Rodoviario de mayor tamaño y conexiones. Ellos conectan con servicios diarios y directos hacia Temuco, Los Ángeles, Collipulli, Capitán Pastene, Curicó, Concepción, Santiago y sus respectivos intermedios. Asimismo, existen ocho líneas de taxis colectivos que hacen recorridos dentro del área urbana comunal.
En 2014 se reinauguró el Puente Vergara I que une el sector céntrico de la ciudad.
Con respecto al transporte aéreo, el Aeródromo Los Confines es un terminal aéreo ubicado dentro de la comuna, pudiendo acceder a él por la ruta R-156, a aproximadamente 1 km del límite urbano hacia el oriente.

### Circunvalación sur
La construcción de todo un sector con el cual se planea dar nuevas líneas de tráfico a la ciudad que permitan descongestionar la avenida principal de la ciudad, avenida Bernardo O'Higgins. Esta incluye la renovación de calles, y la creación de un nuevo puente para unir Angol.

## Servicios públicos

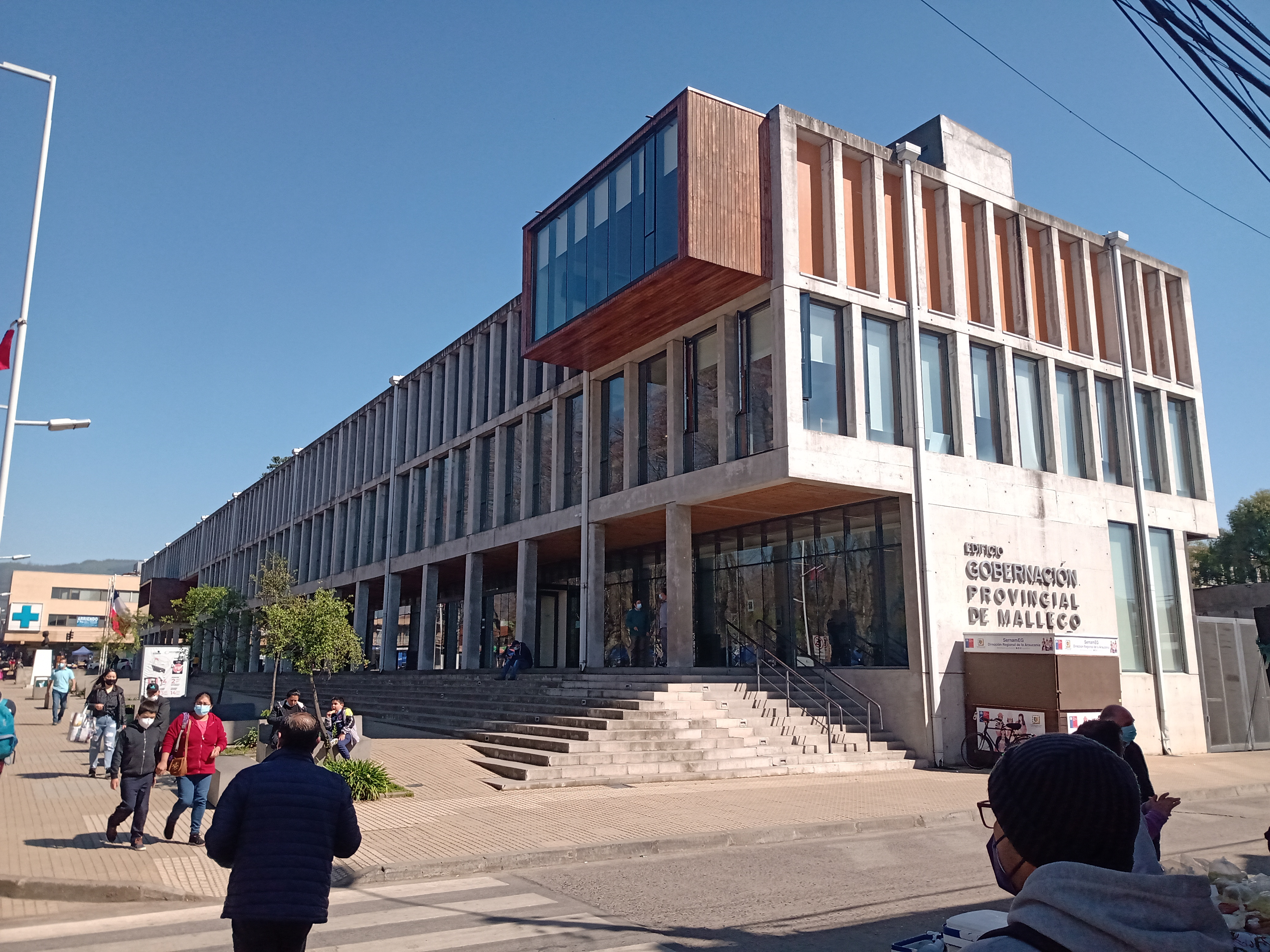
Frontis del edificio de la Delegación Provincial Presidencial de Malleco (2021)

En salud pública, el  nuevo Hospital Dr. Mauricio Heyermann Torres es un centro hospitalario de alta complejidad fundado en 1883 y atiende a los pacientes derivados desde los centros de salud de menor complejidad a nivel provincial, estando ubicado desde 2020 en avenida General Bonilla 695. 
En orden público y seguridad ciudadana, se ubica la 21.ª Prefectura Malleco de Carabineros de Chile, donde también se encuentra subordinada a esta la 1.ª Comisaría de Angol. Asimismo, se localiza el Cuartel Provincial de la Policía de Investigaciones de Chile (PDI). 
En construcción desde 2015 en el sector céntrico de la ciudad, se encuentra el edificio provincial de Policía de Investigaciones para la Policía de Investigaciones, siendo uno de los proyectos regionales junto al de Temuco.

### Gobernación Provincial
Gobernación provincial, edificio provincial con acceso a la mayoría de las dependencias públicas, como SII, FONASA. Registro Civil, Serviu, Tesorería.
Dentro del marco de la reconstrucción por los daños provocados por el terremoto del 27 de febrero, y habiendo quedado la Gobernación Provincial de Malleco (actual Delegación Provincial Presidencial) de esa época con graves daños, se procedió a su demolición y posterior reconstrucción en estilo moderno bajo el primer gobierno de Sebastián Piñera, siendo reinaugurado en julio de 2015 por el ministro del Interior y Seguridad Pública de entonces, Jorge Burgos.

## Economía
En 2018, la cantidad de empresas registradas en Angol ante el Servicio de Impuestos Internos fue de 977. El Índice de Complejidad Económica (ECI) en el mismo año fue de 0,47, mientras que las actividades económicas con mayor índice de Ventaja Comparativa Revelada (RCA) fueron Servicios de Forestación (66,15), Recogida y Eliminación de Desechos (27,53) y Producción en Viveros, excepto Especies Forestales (25,21).
Angol se presenta como una comuna con énfasis en actividades productivas en el mercado agrícola y forestal, también con presencia de estamentos públicos y privados. La comuna de Angol ocupa el puesto 95 entre 99 ciudades con peor calidad de vida de Chile, solo por encima de  Maule, Lo Espejo,  San Javier y La Pintana.

### Turismo
Una de las mayores atracciones que tiene Angol son sus lugares turísticos naturales como las Canteras de Deuco y la Piedra del Águila en la cordillera de Nahuelbuta. 
- Museo Histórico Dillman S. Bullock: Se encuentra al interior del parque del fundo El Vergel. Este museo, que data del año 1975, está dividido en tres salas: biología, historia natural y arqueología. En ellas se pueden visitar colecciones de urnas funerarias y arqueología premapuche y mapuche. A esto se agregan muestras de aves, huevos de aves, moluscos, mamíferos, insectos, reptiles, minerales, cerámicas, material volcánico, entre otros.
- Plaza de Armas: En su centro se encuentra una pileta en cuyas esquinas hay ubicadas cuatro esculturas de mármol que representan América, Europa, Asia y África, los cuatro continentes conocidos hasta esa fecha (1862). Estos espejos de agua y las cuatro esculturas de mármol blanco son monumentos nacionales desde 1986.[26]
- Canteras de Deuco:  A 8 km de Angol, este lugar histórico tenía en sus inicios la intención de ser una cantera en donde se extraían piedras para la construcción de una vía férrea cuyo tramo iría desde la misma comuna (Angol) hacia Traiguén. Por un error en la utilización de dinamita, se descubrió una napa subterránea que inundó el lugar dando vida a una laguna. Actualmente las canteras de Deuco tienen un gran atractivo turístico donde se practican en su mayoría deportes acuáticos.

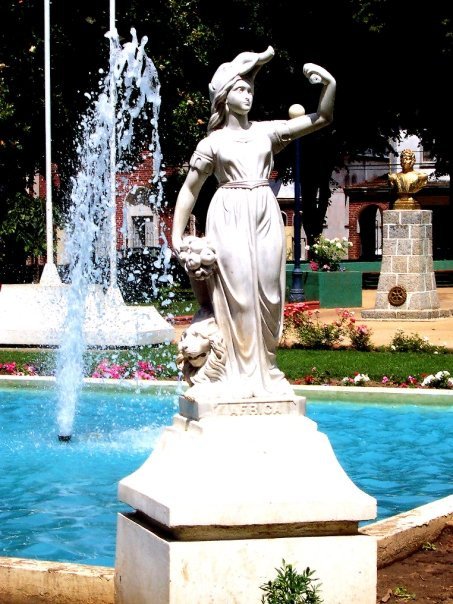
Escultura de mármol blanco ubicada en la Plaza de Armas de Angol.
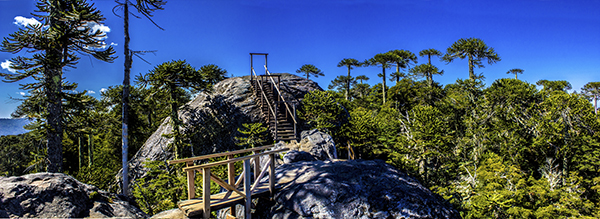
Vista desde La Piedra del Águila
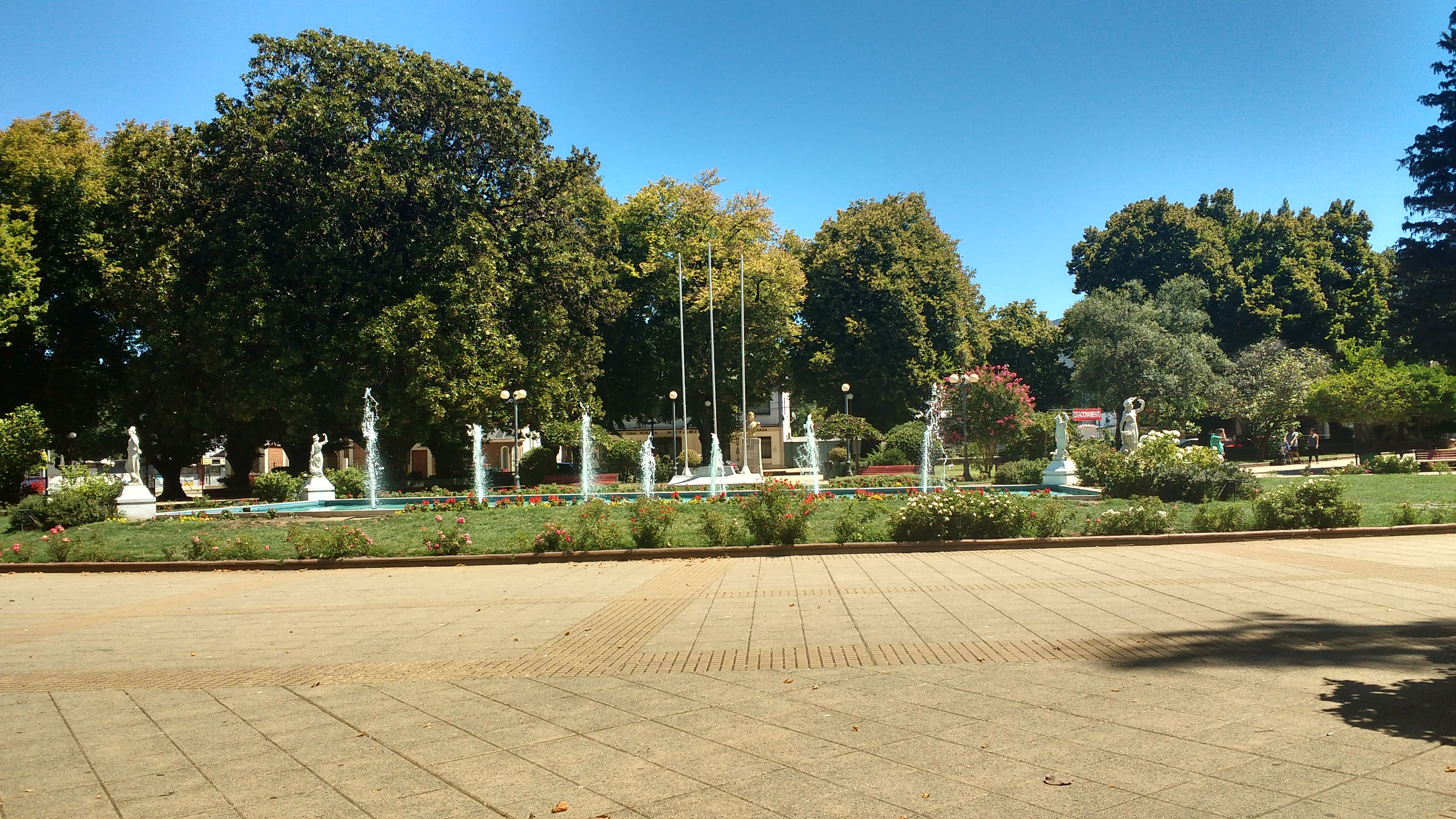
Plaza de Armas de Angol.
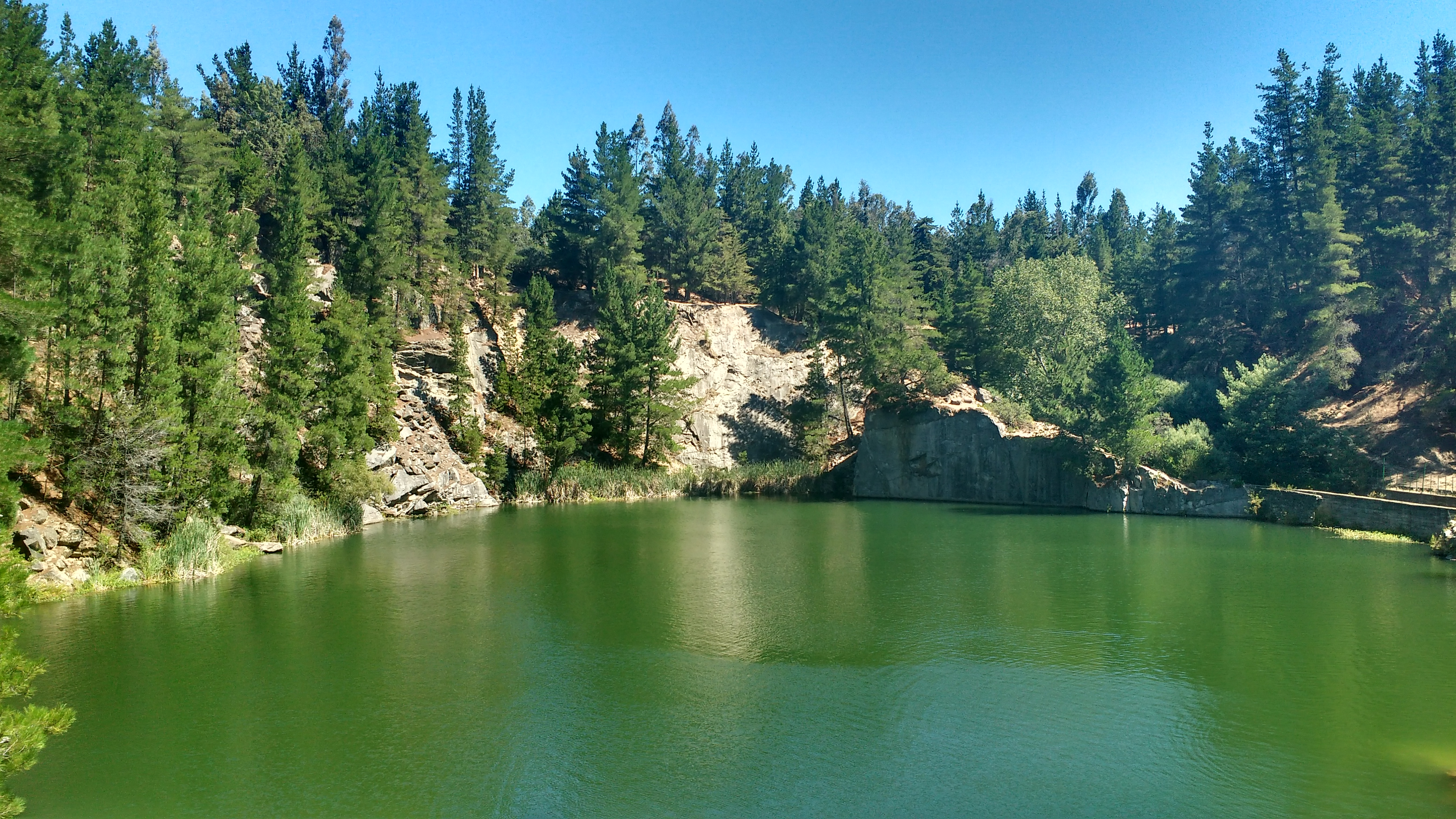
Vista hacia la laguna que se encuentra en las canteras de Deuco.

## Festividades
- Enero: Se realiza la feria de artesanía Brotes de Chile, donde exponen los mejores artesanos nacionales. Desde el tercer fin de semana de enero se celebra Festival Brotes de Chile, que es uno de los tres principales festivales folclóricos de Chile.[cita requerida] Los días 13 y 14 de enero, se realiza el rodeo oficial Brotes de Chile, que es una fiesta huasa realizada en la medialuna del recinto Sama, acompañada de gastronomía regional. Además los días 20 y 21 se realiza el Encuentro de Tunas y Estudiantinas y el último domingo de enero se realiza el Cantar Campesino de Vegas.
- Febrero: se realizan una serie de festivales rurales como el Festival del Choclo, Festival del Tomate y Festival de la Temporera.
- Octubre: El 23 y 24 se celebra el aniversario de Angol y se realizan diversas actividades recreativas y culturales.

## Deportes

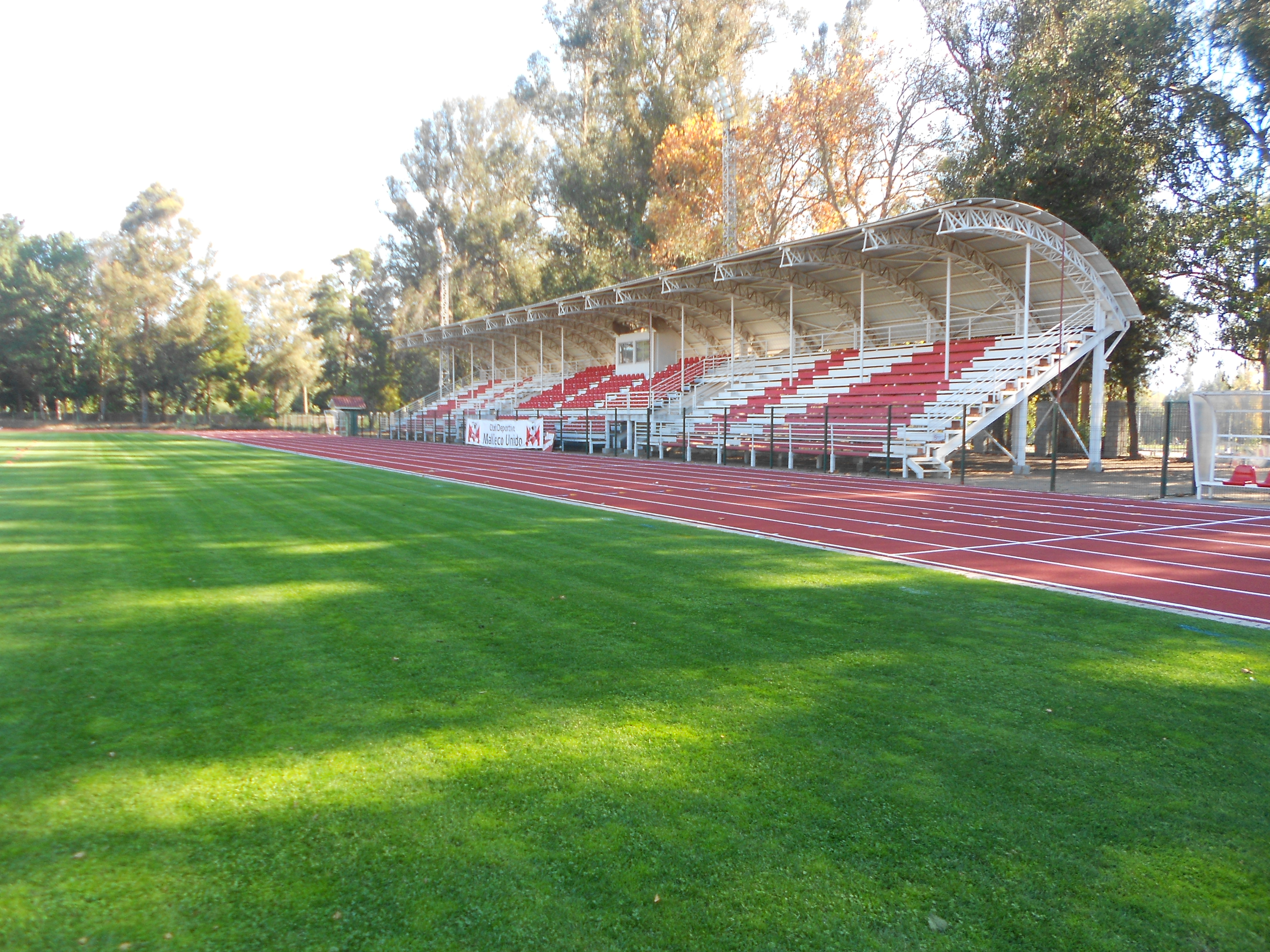
Estadio municipal Alberto Larraguibel Morales.

La ciudad de Angol alberga al Club de Deportes Malleco Unido, conocido de manera popular como "Los Rojos Leones de Nahuelbuta". Este club fue fundado el 25 de marzo de 1974 y, desde el año 2020, compite en la Tercera División B de Chile. Su contrincante tradicional es el equipo Iberia de Los Ángeles.
En 1985, el club logró su único título profesional al consagrarse campeón del Campeonato de Apertura de la segunda división de Chile. Tras no clasificar para la Tercera División en 2009, Malleco Unido regresó a su asociación original después de 35 años, pero debido a decisiones internas, el club entró en receso. En 2012, gracias a la adquisición por parte de empresarios, el club volvió a la Tercera División B de Chile, y en 2013 ascendió a la segunda división. Sin embargo, tras una temporada complicada en 2018, descendió y optó por no participar en la Tercera División A en 2019 debido a un receso interno.
El Club Malleco Unido disputa sus partidos como local en el estadio municipal Alberto Larraguibel Morales, siendo sus encuentros programados para los sábados a las 18:00 horas.
En el ámbito amateur, cabe destacar al Club Javiera Carrera, un equipo de fútbol de la localidad que representa a la ciudad en diversas competiciones de carácter amateur.

## Medios de comunicación

### Periódicos
- El Colono: periódico publicado entre 1895 y 1938. De corte generalista y de carácter provincial, fue el primer medio de comunicación de prensa escrita publicado en la ciudad.
- Diario Renacer de Malleco: creado en la década de 1970, comenzó siendo de muy baja calidad de impresión, hasta que fue adquirido en 2003 por El Mercurio. El 20 de enero de 2009, se despidió -sin previo aviso- a todos los empleados que trabajaban en el diario, anunciando que el diario cesaría sus funciones el día siguiente. El miércoles 21 de enero de 2009, se publicó el último ejemplar del diario.[cita requerida]
- Las Noticias Diario de La Provincia: aunque es un periódico que nació en Victoria el 16 de julio de 1910, en 2013 se amplió su cobertura a toda la provincia, abriendo su corresponsalía de Angol, que cuenta con dos periodistas.
- Malleco7: Es el periódico de mayor circulación en la parte norte de la provincia de Malleco, incluyendo las comunas Renaico, Collipulli, Los Sauces y Purén. Su director es el periodista Marcelo Cartes, quien cuenta con la colaboración de los periodistas Jorge Escalona y Arturo Zúñiga. Fue fundado en junio del año 2009.

### Radioemisoras
FM
- 90.1 MHz - Radio Millaray
- 91.1 MHz - El Conquistador FM
- 91.9 MHz - Radio Inolvidable
- 93.1 MHz - Radio Supersónika
- 94.1 MHz - UFRO Radio
- 94.9 MHz - TeleAngol Radio
- 97.1 MHz - Angol FM
- 97.9 MHz - Radio La Naranja
- 98.5 MHz - Radio Mirador (Duplex)
- 99.7 MHz - Radio Bío Bío
- 100.3 MHz - Radio Edelweiss
- 100.9 MHz - Radio Armonía
- 101.5 MHz - Radio Mirador
- 102.5 MHz - Radio Supersónika (Dúplex)
- 103.9 MHz - Radio Los Confines
- 105.9 MHz - Radio Montecarlo Sur
- 106.9 MHz - Zúmbale Radio
- 107.3 MHz - Radio Emaús
- 107.9 MHz - Nuevo Tiempo

AM
- 550 kHz - Radio Voz de la Tierra
- 1080 kHz - Radio Los Confines

### Televisión
TDT
- 2.1 - Chilevisión HD
- 2.2 - UChile TV
- 4.1 - TeleAngol
- 4.2 - TeleAngol Radio
- 4.3 - Los Confines TV
- 8.1 - TVN HD
- 8.2 - NTV
- 10.1 - Canal 13 HD
- 10.2 - T13 En Vivo

Por cable
- 768 - Canal 5 Angol (Mundo)
- 802 - TeleAngol (Mundo)

Por IPTV
- 182 - TeleAngol (Zapping TV)
- 262 - Canal 5 Angol (MUNDO GO IPTV)

## Personas destacadas
- Juan Negrete (1499/1508-1579): conquistador, encomendero y capitán español.
- Lorenzo Bernal del Mercado (1530-1593): capitán español. Vivió y murió en Angol.
- Pedro de Oña (1570-1643): teólogo, poeta y escritor (Arauco Domado).
- José María del Canto Marín de Poveda (1800-1877): militar.
- José Bunster (1838-1903): político.
- José María del Canto Arteaga (1840-1925): militar.
- Matilde Throup Sepúlveda (1876-1922): primera mujer chilena titulada abogado y tercera mujer profesional universitaria en Chile.
- Gerardo Smitmans Rothamel (1876-1953): político.
- Diego Dublé Urrutia (1877-1967): poeta, pintor y embajador. Premio Nacional de Literatura.
- Dillman Bullock (1878-1971): agrónomo y científico estadounidense.
- Antonio Acevedo Hernández (1886-1962): dramaturgo y escritor.
- Luis Schmidt Quezada (1887-1959): abogado y político.
- José Osorio Navarrete (1894-1948): abogado, político y agricultor.
- Francisco Acevedo Trillot (1896-1958): ingeniero agrónomo, médico veterinario y político.
- José Gonzalo Jarpa Bisquert (1905-1968): abogado, político, agricultor y comerciante.
- Israel Roa Villagra (1909-2002): pintor, Premio Nacional de Arte.
- César Ruiz Danyau (1912-1990): militar (Comandante en Jefe de la  FACh), rector designado de la Universidad de Chile, embajador y político.
- Julio Aníbal Sepúlveda Rondanelli (1915-1995): abogado, político y agricultor.
- Ricardo Echeverría Vergara (1918-1988): militar y jinete de equitación.
- Alberto Larraguibel Morales (30 de mayo de 1919 - 12 de abril de 1995) Como militar, permaneció en el Ejército de Chile entre 1938 y 1979, cuando se retiró con el grado de coronel, sirvió en diversas unidades del Ejército y ocupó el cargo de comandante del Regimiento de Caballería n.º 3 "Húsares" del General José Miguel Carrera y Verdugo en el periodo 1966-1968. Como jinete, tuvo varios logros en la equitación —entre ellos, dos medallas de oro en los Juegos Panamericanos de 1951—, siendo el principal la marca mundial de salto alto, que batió en Viña del Mar el 5 de febrero de 1949 junto con su caballo Huaso al saltar 2,47 metros. Después de numerosos intentos esta no ha sido batida, siendo una de las más antiguas en la historia de los deportes. Fue declarado «hijo ilustre» de su ciudad natal en 1987, y un monumento en bronce, emplazado en Viña del Mar en 2007, conmemora su récord.
- Roberto Souper Onfray (1927-2015): militar.
- Carlos Figueroa Serrano (1930-): abogado, docente y político.
- Igor Andres Wilkomirsky Fuica (1937-): ingeniero químico, docente, inventor (la persona con más patentes registradas en Chile).
- Sergio Villalobos Rivera (1930-): historiador, Premio Nacional de Historia.
- Johnny Herrera Muñoz (1981-): futbolista, portero de Universidad de Chile e internacional de la Selección Chilena de Fútbol.